# داگ لیشمن
داگ لیشمن (انگلیسی: Doug Lishman؛ ۱۴ سپتامبر ۱۹۲۳ – دسامبر ۱۹۹۴) بازیکن فوتبال اهل بریتانیا بود.
از باشگاه‌هایی که در آن بازی کرده‌است می‌توان به باشگاه فوتبال ناتینگهام فارست، باشگاه فوتبال آرسنال، و باشگاه فوتبال والسال اشاره کرد.
وی همچنین در تیم ملی فوتبال ب انگلستان بازی کرده‌است.